# تعلا
قرية تعلا تقع في محافظة السويداء في سوريا إلى الشمال الشرقي من المحافظة وهي من قرى المقرن الشمالي وتبلغ مساحتها مع الأراضي الزراعية والحراجيه حوالي 20 كم2 وتتوسط قرى الخالديه من الشمال و البثينه و الحقف من الشرق و الهيت و الهيات من الغرب وناحية شقا من الجنوب.
وقرية تعلا من القرى الأثرية حيث تنتشر الأثار الرومانية والنبطية في المنطفة بالإضافة للكثير من المعالم الطبيعية من المُغر والكهوف والظواهر التي خلفتها البراكين .

## السكان
يعمل سكان قرية تعلا في الزراعة وتربية المواشي بجانب العمل في الدوائر الحكومية المختلفة.